# ソホ級フリゲート
ソホ級フリゲートは、朝鮮民主主義人民共和国が建造したフリゲートである。朝鮮人民軍海軍において短期間運用された。

## 概要
ソホ級は全体を写した写真や映像が非常に少ない為、正確な形状は分からないものの双胴式でかつヘリコプター搭載能力を備えており、北朝鮮が建造した艦艇としては斬新な設計をしたフリゲートであったことが判明している。
1980年に羅津造船所で起工。1983年頃に竣工し、艦番号「第823号」の名称が与えられたとされる。羅津造船所で建造されたことから、東海艦隊所属であると推定される。

## 運用
ソホ級は竣工後に行われた海上公試において重大な欠点が発覚したと推測され、公試後は羅津の港で3年間係留されていた。就役後も殆ど航海することなく退役し、2009年中頃にスクラップ処理されたとの報告がある。